# Ínsula (revista)
Ínsula es una "Revista de Letras y Ciencias Humanas" según su cabecera, fue fundada en 1946 por Enrique Canito y José Luis Cano.
Fue creada por Enrique Canito, un catedrático de francés expedientado por motivos políticos, como boletín literario complementario de la librería que regentaba en Madrid y quien pidió la colaboración de Cano para la publicación. Canito fue director de la revista desde su fundación hasta 1982, cuando Cano le sucedió. En 1987, el futuro director de la Real Academia Española, Víctor García de la Concha, se convirtió en director de la revista.
La revista fue adquirida por Espasa-Calpe en 1983.